# Perma
Perma.cc es un servicio de archivado web para citas legales y académicas fundado por el Laboratorio de Innovación de la Biblioteca de Harvard en 2013.

## Concepto
Perma.cc se creó en respuesta a los estudios que mostraban una alta incidencia de enlaces rotos, tanto en publicaciones académicas como en opiniones judiciales. Al archivar copias de los recursos enlazados y proporcionarles una URL permanente, Perma.cc pretende ofrecer verificabilidad y contexto a largo plazo para la literatura académica y la jurisprudencia. Perma está administrado por una red de bibliotecas académicas y gubernamentales.
En 2016, Harvard recibió una subvención de 700.000 dólares del Institute for Museum and Library Services para ampliar el desarrollo de Perma.cc.

## Diseño

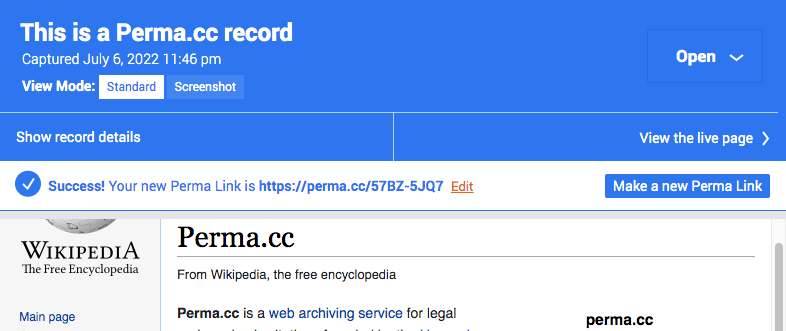
Encabezado que se muestra en una página archivada

Perma.cc guarda las páginas solo a petición del usuario, no rastrea la web ni guarda páginas como Wayback Machine. Para guardar una página se necesita una cuenta de usuario. Su público objetivo son organizaciones como bibliotecas, revistas académicas, tribunales de justicia y facultades. Ofrece soporte para la pertenencia a organizaciones y la administración de cuentas de usuario. Se pueden añadir metadatos, como notas, visibles para los miembros de una organización. Las páginas pueden hacerse públicas o privadas dentro de una organización. En 2017, Perma.cc añadió cuentas individuales limitadas a 10 guardados de páginas gratuitos al mes, y la opción comercial para organizaciones no académicas de crear cuentas institucionales. En enero de 2019, las cuentas individuales gratuitas dejaron de recibir 10 enlaces gratuitos de forma recurrente cada mes.
Perma.cc guarda tanto una versión en formato de archivo Web ARChive (o «warc») como una versión de captura de pantalla en PNG.
Perma.cc dispone de una API para funciones como añadir o eliminar páginas. Perma.cc forma parte de la red Memento; por tanto, todas las páginas públicas pueden buscarse (por URL) utilizando la API de Memento.